# Wielościan gwiaździsty
Wielościan gwiaździsty – rodzaj wielościanu zbudowanego z kilku innych wielościanów, o części centralnej wspólnej, zgodnie z budową dwuwymiarowych odpowiedników tj. wielokątów gwiaździstych. 
Wielościany gwiaździste mogą zostać wpisane w otoczkę wypukłą będącą zawsze wielościanem foremnym. Częścią wspólną tych brył są wielościany dowolne.

## Wielościany gwiaździste foremne
| Wielościan                                       | Rysunek | Otoczka wypukła                   | Część wspólna                            | Symetria |
| ------------------------------------------------ | ------- | --------------------------------- | ---------------------------------------- | -------- |
| Gwiazda z dwóch czworościanów (Stella octangula) |         | Sześcian                          | Ośmiościan foremny                       | Oh       |
| Gwiazda z pięciu czworościanów                   |         | Dwunastościan foremny             | Dwudziestościan foremny                  | I        |
| Gwiazda z dziesięciu czworościanów               |         | Dwunastościan foremny             | Dwudziestościan foremny                  | Ih       |
| Gwiazda z pięciu sześcianów                      |         | Dwunastościan foremny             | Dwunasto-dwudziestościan rombowy wielki? | Ih       |
| Gwiazda z pięciu ośmiościanów foremnych          |         | Dwunasto-dwudziestościan foremny? | Dwudziestościan foremny                  | Ih       |

## Wielościany gwiaździste dwu-foremne
| Wielościan                                                                             | Rysunek | Otoczka wypukła                          | Część wspólna                     | Symetria |
| -------------------------------------------------------------------------------------- | ------- | ---------------------------------------- | --------------------------------- | -------- |
| Gwiazda z dwóch czworościanów (Stella octangula)                                       |         | Sześcian                                 | Ośmiościan foremny                | Oh       |
| Gwiazda z sześcianu i ośmiościanu foremnego                                            |         | Dwunastościan rombowy                    | Sześcio-ośmiościan                | Oh       |
| Gwiazda z dwunastościanu foremnego i dwudziestościanu foremnego                        |         | Dwunasto-dwudziestościan rombowy wielki? | Dwunasto-dwudziestościan foremny? | Ih       |
| Gwiazda z wielkiego dwudziestościanu foremnego i stellowanego dwunastościanu foremnego |         | Dwunastościan foremny                    | Dwudziestościan foremny           | Ih       |
| Mały stellowany dwunastościan foremny                                                  |         | Dwudziestościan foremny                  | Dwunastościan foremny             | Ih       |